# 시티링크
시티링크(영어: Citilink)는 인도네시아의 저비용 항공사로 허브 공항은 수라바야에 있는 주안다 국제공항이 있다.

## 역사
이 회사는 2001년에 설립된 회사로 국내선 노선에서 다른 인도네시아 항공사와 경쟁을 위해 대안으로 저비용 항공사를 세웠다. 2008년 1분기에 새로운 형식과 새로운 서비스 작업을 통합하고 다시 재개할 계획을 발표해 같은 해 1월에 취항이 중지 되었다가 같은 해 8월에 CEO가 교체된 데 이어 9월달에 운항이 재개되었다.

## 보유 기종

### 현재 보유 중인 기종
- 2025년 2월 기준으로 시티링크는 다음과 같은 기종을 보유하고 있으며 평균 기령은 8.7년이다.[2][3][4][5]

## 같이 보기
- 인도네시아의 교통